# Mileurisme
Mileurista és a l'Espanya actual una persona que no sol superar els mil euros mensuals en ingressos pel seu treball. Els mileuristes es reivindiquen com un grup social nombrós format per persones moltes de les quals tenen formació universitària i pertanyen a la generació nascuda entre 1968 i 1982 aproximadament, coincidint i excedint les persones nascudes a l'anomenat baby boom dels 60 i 70. Coincideixen també, per edat, amb els que van ser els joves i adolescents de la "generació X".
Segons l'Institut Nacional d'Estadística Espanyol, el salari mitjà dels assalariats espanyols és de 1.538,17 euros bruts al mes (1.703,87 euros al mes per als que treballen a jornada completa). A més de la situació econòmica, el concepte fa referència a l'alta formació acadèmica exigida, donat que amb freqüència per a ser mileurista és necessari tenir estudis superiors i idiomes.

## Origen
La paraula va ser utilitzada en castellà a l'agost de 2005 per Carolina Alguacil a una carta al diari El País intitulada Yo soy "mileurista". Posteriorment el terme s'ha popularitzat i l'escriptora en castellà Espido Freire ha escrit dos llibres sobre la situació socioeconòmica de la joventut espanyola després de la Transició que el descriuen. El primer va ser Mileuristas: cuerpo, alma y mente de la generación de los 1000 euros (Barcelona: Editorial Ariel, 2006).

## Definicions
Es descriu els "mileuristes" com el «Conjunt d'espanyols d'entre 25 i 30 anys amb formació superior, que fan treballs per sota de la seua capacitat, que mantenen bona part de les expectatives en l'oci, s'interessen per la cultura en les formes més modernes i són passius i protestaires. Pertanyen a la generació més preparada de la història d'Espanya. Ronden la trentena, són universitaris i saben idiomes. Però els sous baixos, la sobreabundància de titulats i els canvis socials els han impedit arribar on pensaven arribar. Comparteixen pis; no tenen cotxe ni casa, ni fills i ja s'han adonat que el futur no era on creien.»

## Altres expressions referides a grups socioeconòmics
La "generació sandvitx", encunyat a la dècada dels 80, es refereix als que han hagut de tenir cura dels progenitors ancians i de nens de curta edat al mateix temps.
Una campanya publicitària de cotxes va popularitzar als anys 90 el mot "jasp", format com a acrònim de Jove, Encara que Sobradament Preparat, en castellà "Joven Aunque Sobradamente Preparado", relacionat amb els yuppies.
El ninisme, en el context de la crisi econòmica i d'atur massiu, fa referència als nombrosos joves que han acabat la seva formació i encara no troben feina.